# Centrul "Rabten Choeling" pentru Înalte Studii Tibetane din Elveția

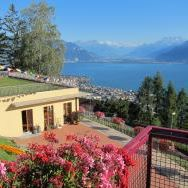
Rabten Choeling.

 Centrul "Rabten Choeling", înființat în anul 1977 de Geshe Rabten Rinpoche, este situat la 820 de metri altitudine deasupra nivelului mării, deasupra lacului Geneva, în coasta Muntelui Pelerin, cu priveliște către  Alpi. Centrul este un institut pentru studii tibetane și o mănăstire buddhistă unde își desfășoară activitatea 30 de călugări și 5 călugărițe, alături de alți 21 de studenți. 
"Rabten Choeling" este o școală internațională cu elevi din 14 țări care se axează pe studiul și transmiterea învățăturilor lui Buddha. Învățarea limbii tibetane și a celor mai importante texte din Dharma face parte din programul zilnic de studiu. 
Centrul presupune un regim de învățare intens monastic, tradițional, similar cu programul și materiile studiate în marile universități monastice din Tibet și India. Călugării urmează regulile de moralitate și disciplină tradiționaleVinaya și practică rugăciunile zilnice în templu alături de riturile monastice: confesiunile, perioadele de retragere ascetica și puja lunare.  
Directorul spiritual al centrului este Gonsar Tulku Rinpoche, Maestru budist de rit tibetan.